# (16142) Leung
(16142) Leung est un astéroïde de la ceinture principale aréocroiseur.

## Description
(16142) Leung est un astéroïde aréocroiseur. Il présente une orbite caractérisée par un demi-grand axe de 2,24 UA, une excentricité de 0,30 et une inclinaison de 8,8° par rapport à l'écliptique.

## Compléments